# Simone Bezzini
Simone Bezzini (Colle di Val d'Elsa, 27 novembre 1969) è un politico italiano, assessore al diritto alla salute e alla sanità della Regione Toscana, ex presidente della Provincia di Siena.

## Biografia
Nel 1987 si iscrive alla Facoltà di economia e commercio dell'Università degli Studi di Firenze, ma interrompe gli studi prima del raggiungimento della laurea. Nel 1990 viene eletto, a 21 anni, nel consiglio comunale di Colle di Val d'Elsa con il PCI; dopo la svolta della Bolognina aderisce al Partito Democratico della Sinistra, con cui nel 1995 viene rieletto consigliere comunale, carica che mantiene fino al 1999. Nel 1998 diventa segretario del Democratici di Sinistra di Colle di Val d'Elsa, che guida fino al 2004, anno in cui diventa consigliere provinciale, eletto in occasione delle elezioni amministrative del 12 e 13 giugno. È sempre dello stesso anno la nomina a vicesegretario dei Democratici di Sinistra, nel corso del terzo congresso provinciale della Quercia senese, guidata da Franco Ceccuzzi.
Nel settembre 2006 viene eletto segretario provinciale dei DS, che guida nella fase di traghettamento verso il Partito Democratico, di cui è stato segretario fino al dicembre 2008. Candidato alle primarie del PD per la presidenza della Provincia di Siena, il 1º febbraio 2009 vince la sfida con il 65,64% dei voti. Sostenuto da una coalizione formata da Italia dei Valori, Partito Democratico, I Riformisti e La Sinistra, Simone Bezzini è stato eletto, con il 57,81%, presidente della Provincia di Siena, in occasione delle elezioni amministrative del 6 e 7 giugno 2009.
Nel maggio 2015 è candidato al Consiglio Regionale della Toscana per il PD nella circoscrizione di Siena, venendo eletto. Alle elezioni del settembre 2020 ottenendo 13.999 preferenze, risultando il primo della circoscrizione. Rinuncia al seggio in consiglio regionale dopo la nomina ad assessore alla salute il giorno della prima seduta della legislatura l'8 ottobre dello stesso.

### Vita privata
È sposato con Alessandra e ha due figli, Matteo e Tommaso.